# East Cambridgeshire
East Cambridgeshire – dystrykt w hrabstwie Cambridgeshire w Anglii. W 2011 roku dystrykt liczył 83 818 mieszkańców.

## Miasta
- Ely (miasto o statusie city)
- Littleport
- Soham

## Inne miejscowości
Aldreth, Ashley, Barway, Bottisham, Brinkley, Burwell, Chettisham, Cheveley, Chippenham, Coveney, Dullingham, Fordham, Haddenham, Isleham, Kennett, Little Downham, Little Thetford, Lode, Mepal, Prickwillow, Pymoor, Queen Adelaide, Reach, Snailwell, Stetchworth, Stretham, Stuntney, Sutton-in-the-Isle, Swaffham Bulbeck, Swaffham Prior, Upware, Wardy Hill, Westley Waterless, Wicken, Wilburton, Witcham, Witchford, Woodditton.